# Gare de Sturtevant
La gare de Sturtevant est une gare ferroviaire des États-Unis située à Sturtevant dans l'État du Wisconsin.

## Histoire
Elle est mise en service en 2006.

## Service des voyageurs

### Desserte
- Ligne d'Amtrak[1]:
  - Le Hiawatha Service: Milwaukee - Chicago